# Ključ (notacija)
Ključ je znak, ki stoji na začetku notnega črtovja in narekuje višino not na tem črtovju.
C-ključi:
- 1. Sopranski ključ
- 2. Mezzosopranski ključ
- 3. Altovski ključ
- 4. Tenorski ključ
- 5. Baritonski ključ

G-ključi:
- 6. Francoski violinski ključ
- 7. Violinski ključ
- 8. Violinski ključ s transpozicijo oktave navzdol
- 9. Violinski ključ s transpozicijo oktave navzgor

F-ključi:
- 10. Basovski ključ s transpozicijo oktave navzdol
- 11. Basovski ključ s transpozicijo oktave navzgor
- 12. Baritonski ključ

Drugo
- 13. Oznaka za tolkalski part